# LaMelo Ball
LaMelo Ball (Anaheim, 22 augustus 2001) is een Amerikaans basketballer die als pointguard speelt voor de Charlotte Hornets in de NBA.

## Carrière
Ball speelde als prof tijdens zijn studies op High School voor BC Prienai in Litouwen, maar hij keerde al snel terug naar Amerika. Door een conflict door gesponsorde schoenen van zijn vader trad hij niet aan op collegeniveau maar tekende bij Los Angeles Ballers, een ploeg die speelde in de JBA League. De competitie bestond maar een jaar en was opgericht door zijn vader als alternatief voor de NCAA. Na een seizoen tekende hij bij de Australische club Illawarra Hawks als onderdeel van het NBL Next Stars programma. In 2020 stelde hij zich kandidaat voor de NBA Draft en werd als derde gekozen in de eerste ronde door de Charlotte Hornets. Hij maakte zijn debuut in een wedstrijd tegen de Cleveland Cavaliers. Hij maakte zijn eerste Triple-double op 9 januari 2021 en steekt daarmee Markelle Fultz als jongste ooit in de NBA voorbij. Op 5 februari 2021 scoorde Ball 34 punten tijdens een wedstrijd tegen de Utah Jazz, waarmee hij de jongste speler in de geschiedenis van de Charlotte Hornets werd die meer dan 30 punten kon scoren in één wedstrijd. Hij werd aan het eind van het seizoen gekozen tot "Rookie of the Year" en werd hij ook verkozen voor het NBA All-Rookie First Team.
In zijn tweede seizoen speelde hij als starter 75 wedstrijden voor de Hornets. Hij maakte tevens ook zijn debuut in de NBA All-Star Game als gevolg van een blessure bij Kevin Durant.

## Privé
LaMelo's twee broers Lonzo Ball en LiAngelo Ball zijn ook allebei basketballers. Hun vader LaVar Ball en moeder Tina Ball speelde allebei basketbal op collegeniveau en LaVar speelde ook professioneel American Football.

## Erelijst
- NBA Rookie of the Year: 2021
- NBA All-Rookie First Team: 2021
- NBA All-Star: 2022

## Statistieken

### Regulier seizoen
| Seizoen | Team            | WG | WS | MPW  | 2P%  | 3P%  | FW%  | RPW | APW | SPW | BPW | PPW  |
| ------- | --------------- | -- | -- | ---- | ---- | ---- | ---- | --- | --- | --- | --- | ---- |
| 2017/18 | BC Prienai      | 8  | 1  | 12,8 | 26,8 | 25,0 | 73,7 | 1,1 | 2,4 | 0,8 | 0,1 | 6,5  |
| 2019/20 | Illawarra Hawks | 12 | 12 | 31,2 | 37,7 | 25,0 | 72,3 | 7,4 | 6,8 | 1,7 | 0,2 | 17,0 |

### Regulier seizoen NBA
| Seizoen  | Team              | WG  | WS  | MPW  | 2P%  | 3P%  | FW%  | RPW | APW | SPW | BPW | PPW  |
| -------- | ----------------- | --- | --- | ---- | ---- | ---- | ---- | --- | --- | --- | --- | ---- |
| 2020/21  | Charlotte Hornets | 51  | 31  | 28,8 | 43,6 | 35,2 | 75,8 | 5,9 | 6,1 | 1,6 | 0,4 | 15,7 |
| 2021/22  | Charlotte Hornets | 75  | 75  | 32,3 | 42,9 | 38,9 | 87,2 | 6,7 | 7,6 | 1,6 | 0,4 | 20,1 |
| 2022/23  | Charlotte Hornets | 36  | 36  | 35,2 | 41,1 | 37,6 | 83,6 | 6,4 | 8,4 | 1,3 | 0,3 | 23,3 |
| 2023/24  | Charlotte Hornets | 22  | 22  | 32,3 | 43,3 | 35,5 | 86,5 | 5,1 | 8,0 | 1,8 | 0,2 | 23,9 |
| Carrière | Carrière          | 184 | 164 | 31,9 | 42,7 | 37,4 | 83,4 | 6,2 | 7,4 | 1,6 | 0,3 | 20,0 |
| All-Star | All-Star          | 1   | 0   | 22,0 | 63,6 | 0,5  | —    | 3,0 | 3,0 | 3,0 | 0,0 | 18,0 |

### Play-in
| Seizoen  | Team              | WG | WS | MPW  | 2P%  | 3P%  | FW%  | RPW | APW | SPW | BPW | PPW  |
| -------- | ----------------- | -- | -- | ---- | ---- | ---- | ---- | --- | --- | --- | --- | ---- |
| 2020/21  | Charlotte Hornets | 1  | 1  | 27,0 | 28,6 | 33,3 | 66,7 | 1,0 | 4,0 | 0   | 0   | 14,0 |
| 2021/22  | Charlotte Hornets | 1  | 1  | 38,3 | 28,0 | 28,6 | 0,8  | 5,0 | 8,0 | 1,0 | 0   | 26,0 |
| Carrière | Carrière          | 2  | 2  | 32,7 | 28,2 | 30,0 | 75,0 | 3,0 | 6,0 | 0,5 | 0   | 20,0 |